# Pagyda quinquelineata
Pagyda quinquelineata là một loài bướm đêm trong họ Crambidae.